# ディディエ・ケロー
ディディエ・パトリック・ケロー（仏: Didier Patrick Queloz, フランス語発音: [didje kəlo, kelo]; 1966年2月23日 - ）は、太陽系外惑星の探査を専門とする天文学者。1995年、指導教官のミシェル・マイヨールと共に、史上初めて主系列星を公転する太陽系外惑星を発見したことで知られる。2019年、その功績からマイヨールとともにノーベル物理学賞を受賞した。

## 専攻
ケローは1990年にジュネーヴ大学で物理学修士号を取得し、1992年に天文学と天体物理学の学位を取得した。その後、彼はジュネーブ天文台にてミシェル・マイヨールの指導の下で、論文“Research by cross-correlation techniques”を書き上げ、1995年に博士号を取得した。

## 業績
ジュネーヴ大学の大学院生であった1994年、ミシェル・マイヨールの指導の下で、オート＝プロヴァンス天文台の口径1.93メートルの望遠鏡に設置された高分解能分光計ELODIEを使い、褐色矮星と巨大惑星の探索のため、太陽に似た142個の恒星の観測を始めた。1994年末、マイヨールとケローは、ペガスス座51番星に木星より小さな惑星が周回することで起こされると考えられる周期的な変動があることに気付いた。特筆すべきことに、この惑星の公転周期はわずか4.2日であり、これは当時想定されていた理論からは考えられないことであった。しかしながら、1995年7月までのデータで惑星の存在に確信を得た2人は、1995年10月6日、太陽と同じ主系列星では史上初めてとなる太陽系外惑星の発見を報告した。この発見が評価され、2019年10月、マイヨールとケローは、現代宇宙論研究者のジェームズ・ピーブルスとともにノーベル物理学賞が授賞されることが発表された。

## 賞・栄典・勲章
- 2011年 BBVA Foundation Frontiers of Knowledge Award
- 2013年 トムソン・ロイター引用栄誉賞
- 2017年 ウルフ賞物理学部門: 恒星を周回する太陽系外惑星の最初の発見の功績でミシェル・マイヨールと共同受賞[9]
- 2019年 ノーベル物理学賞: ミシェル・マイヨール、ジェームズ・ピーブルスと共同受賞[1]。
- 小惑星番号177415の小惑星Quelozは、彼にちなんで名付けられた[10]。

## 科学アカデミー会員
- 2020年 王立協会フェロー